# David Paymer
David Paymer (Long Island, 30 augustus 1954) is een Amerikaans acteur. Hij werd in 1993 genomineerd voor een zowel een Academy Award als een Golden Globe voor zijn bijrol als Stan in Mr. Saturday Night. Hij won daadwerkelijk een National Board of Review Award in 2000 samen met de gehele cast van State and Main.
Paymer maakte in 1979 zijn filmdebuut als een niet bij naamgenoemde taxichauffeur in The In-Laws. Dat was zijn eerste van meer dan vijftig filmrollen, meer dan zeventig inclusief die in televisiefilms. Ook speelde Paymer wederkerende personages in meer dan tien verschillende televisieseries. Het merendeel hiervan verscheen in niet meer dan een handvol afleveringen. Die als David Kiner in Downtown, die als Todd Feldberg in Cagney & Lacey en die als Jonah Malloy in Line of Fire vormen hierop uitzonderingen.
Paymer trouwde in 1988 met Liz Georges, met wie hij twee kinderen kreeg.

## Filmografie
*Exclusief 20+ televisiefilms
- Drag Me to Hell (2009) - Mr. Jacks
- Redbelt (2008) - Richard
- Ocean's Thirteen (2007) - V.U.P.
- Resurrecting the Champ (2007) - Whitley
- Checking Out (2005) - Ted Applebaum
- Warm Springs (2005) - Louis Howe
- School of Life (2005) - Matt Warner
- In Good Company (2004) - Morty
- Spartan (2004) - TV News Anchor
- Alex & Emma (2003) - John Shaw
- Line of Fire (2003) - Jonah Malloy
- Joe & Max (2002) - Joe Jacobs
- Focus (2001) - Mr. Finkelstein
- Bartleby (2001) - The Boss
- Bounce (2000) - Prosecuting Attorney Mandel
- Enemies of Laughter (2000) - Paul Halpern
- Bait (2000) - Agent Wooly
- For Love or Country: The Arturo Sandoval Story (2000) - Embassy interviewer
- Partners (2000) - Bob
- State and Main (2000)-  Marty Rossen
- The Hurricane (1999) -  Myron Bedlock
- Mumford (1999) - Dr. Ernest Delbanco
- Chill Factor (1999) - Dr. Richard Long
- Payback (1999) - Stegman
- Mighty Joe Young (1998) - Dr. Harry Ruben
- Outside Ozona (1998) - Alan Defaux
- The Lesser Evil (1998) - George
- Amistad (1997) - Forsyth
- Channel Umptee-3 (1997) - Sheldon S. Cargo (stem)
- Gang Related (1997) - Elliot Goff
- The Sixth Man (1997) - Pederson
- Carpool (1996) - Daniel Miller
- City Hall (1996) - Abe Goodman
- Crime of the Century (1996) - David Wilentz
- Unforgettable (1996) - Curtis Avery
- Nixon (1995) - Ron Ziegler
- Cagney & Lacey: Together Again (1995) - Feldberg
- The American President (1995) - Leon Kodak
- Get Shorty (1995) - Leo Devoe
- Quiz Show (1994) - Dan Enright
- Cagney & Lacey: The Return (1994) - Feldberg
- City Slickers II: The Legend of Curly's Gold (1994) - Ira Shalowitz
- Heart and Souls (1993) - Hal
- Searching for Bobby Fischer (1993) - Kalev
- Mr. Saturday Night (1992) - Stan
- City Slickers (1991) - Ira Shalowitz
- Crazy People (1990) - George
- No Holds Barred (1989) - Unger
- Rock 'n' Roll Mom (1988) - Boris
- No Way Out (1987) - David
- Night of the Creeps (1986) - Young scientist
- Howard the Duck (1986) - Larry
- Perfect (1985) - Managing Editor
- Irreconcilable Differences (1984) - Alan Sluiser
- Best Defense (1984) - Kurly
- Airplane II: The Sequel (1982) - Court Photographer
- This House Possessed (1981)  - Pasternak
- The In-Laws (1979) - Cab Driver

## Televisieseries
*Exclusief eenmalige gastrollen
- The Good Wife - Judge Richard Cuesta (2009, twee afleveringen)
- Jack & Bobby - Adam Chasen (2004, twee afleveringen)
- Line of Fire - Jonah Malloy (2003-2004, dertien afleveringen)
- The Larry Sanders Show - Norman Litkey (1992-1998, zes afleveringen)
- Murphy Brown - Dr. Bishop (1990-1991, twee afleveringen)
- Cagney & Lacey - Todd Feldberg (1982-1988, elf afleveringen)
- St. Elsewhere - Mr. Bickle (1988, twee afleveringen)
- Downtown - Capt. David Kiner (1986-1987, veertien afleveringen)
- The Paper Chase - Myslesky (1984-1986, zes afleveringen)
- Cheers - Phil Schumacher (1985-1986, drie afleveringen)
- Diff'rent Strokes - Mr. Wallace (1986, twee afleveringen)
- Family Ties - Larry Harris (1985, twee afleveringen)

- Bibsys: 7008160
- Gemeinsame Normdatei: 1062214927
- International Standard Name Identifier: 0000 0000 3999 5798
- Library of Congress Control Number: no96025226
- Nationale Bibliotheek van Israël: 987007383854805171
- Virtual International Authority File: 225201824
- WorldCat: E39PCjGqpY7r8k8qBQ3bT3vGpP